# Géraldine Martineau
Pour les articles homonymes, voir Martineau.
Géraldine Martineau, née en 1985 à Nantes, est une actrice, metteuse en scène et autrice française, ancienne pensionnaire de la Comédie-Française.

## Biographie

### Enfance et formation
Géraldine Martineau naît à Nantes. Elle est d'origine sud-vendéenne; son grand-père habite à Poiré-sur-Velluire. 
Dès ses huit ans, elle intègre La Tribouille, une compagnie de théâtre amateur nantaise.
Elle est élève au lycée Guist'hau de Nantes, dont elle fait partie du club de théâtre,.
À dix-sept ans, elle se forme à la classe libre du Cours Florent, puis, deux ans plus tard, au Conservatoire national supérieur d'art dramatique de Paris.

### Carrière

#### Théâtre
Ses premiers cachets datent de 2005. Elle commence en jouant dans Musée haut, musée bas de Jean-Michel Ribes au Théâtre du Rond-Point, et dans Penthésilée d'Heinrich von Kleist mis en scène par Jean Liermier à la Comédie-Française. 
Elle travaille ensuite sous la direction de Valérie Dréville, Pauline Bureau, Jean-Michel Rabeux, Gérard Watkins, Véronique Bellegarde mais également de Catherine Schaub dans Le Poisson Belge de Léonore Confino aux côtés de Marc Lavoine,,. Pour ce rôle, celui d'une enfant, elle recevra le Molière de la révélation théâtrale en 2016,,.
Parallèlement, elle monte sa compagnie Atypiques Utopies et met en scène Mademoiselle Julie d'August Strindberg au Théâtre de la Loge. Puis, elle met en scène, en 2017, La Mort de Tintagiles de Maurice Maeterlinck au Théâtre de la Tempête et au Théâtre Montansier de Versailles.
En 2018, elle est l'auteure d'Aime-moi, un seule-en-scène créé sur la péniche La Nouvelle-Seine et repris au Théâtre de Belleville,. À l’automne de la même année, elle met en scène une adaptation tout public de La Petite Sirène qu’elle a écrite d’après le conte d’Andersen au Studio de la Comédie Française en association avec le Festival d’automne,,. Elle reçoit le Molière du Jeune public pour cette création.
En 2020, elle reçoit le prix Jean-Jacques Gautier pour son travail d'actrice, de metteuse en scène et d'autrice,. Elle devient pensionnaire de la Comédie-française en octobre de cette même année. Elle y interprète son premier rôle dans Le Malade imaginaire de Molière au Théâtre Marigny, puis joue dans Hansel et Gretel d’après Les frères Grimm au Studio-Théâtre. Elle est également nommée aux Molières pour son rôle dans Pompier(s).
En 2023, elle met en scène La Dame de la mer d’Ibsen,,. Elle quitte la Comédie-Française au mois de mai. Elle crée la pièce L'Enfant de Verre, co-écrit avec Léonore Confino, mis en scène par Alain Batis.
En 2024, elle dirige le seule en scène Prima Facie, porté par Elodie Navarre,. Elle écrit et met en scène également une pièce sur Sarah Bernhardt. 

#### Cinéma
Géraldine Martineau fait ses premiers pas au cinéma en 2007. Elle tourne entre autres dans Aglaée de Rudi Rosenberg, rôle pour lequel elle reçoit les prix d'interprétation féminine au Festival Premiers Plans d'Angers, et au Festival international du court métrage de Clermont-Ferrand, ainsi que le Lutin de la meilleure actrice en 2011.
Elle retrouve le rôle d'Aglaée pour Le Nouveau, le premier long-métrage de Rudi Rosenberg avec Max Boublil (2015).
Elle participe à Petit Paysan d'Hubert Charuel, Marie-Francine de Valérie Lemercier, Le Poulain de Mathieu Sapin...
En 2025, elle réalise son premier court métrage, Dans la Chambre, dans lequel elle joue aux côtés de Guillaume Gouix.

## Filmographie

### Cinéma

#### Longs métrages
- 2007 : Hellphone de James Huth : Charlotte
- 2008 : Musée haut, musée bas[1] de Jean-Michel Ribes
- 2011 : Léa de Bruno Rolland : Alice
- 2011 : Titeuf, le film de Zep : Sandrine et Nathalie (voix)
- 2012 : Le Guetteur[1] de Michele Placido : Sonia
- 2015 : Le Nouveau de Rudi Rosenberg : Aglaée
- 2017 : Marie-Francine[4] de Valérie Lemercier : Anaïs
- 2017 : Petit Paysan de Hubert Charuel : Emma
- 2018 : La Surface de réparation de Christophe Régin: Suzanne, la journaliste
- 2018 : Le Poulain de Mathieu Sapin : Géraldine
- 2018 : Les Bonnes intentions de Gilles Legrand : élève auto-école
- 2019 : On ment toujours à ceux qu'on aime de Sandrine Dumas : Henriette
- 2020 : Vaurien de Peter Dourountzis : Camille
- 2022 : Annie Colère de Blandine Lenoir : la femme avortée par Annie
- 2024 : Louise Violet d'Éric Besnard : Félicie.
- 2025 : Les femmes et les enfants d'abord de Pierre Dugowson

#### Courts métrages
- 2009 : La Fonte des neiges de Jean-Julien Chervier : Antoinette (Arte)
- 2010 : Blanche de Pierre Mazingarbe : Blanche
- 2010 : Aglaée de Rudi Rosenberg : Aglaée (Canal +)
- 2011 : Les poissons préfèrent l'eau du bain de Pierre Mazingarbe : Sarah
- 2011 : Le jardin des Eden de Sébastien Ors : Juliette
- 2012 : Bye-Bye Maman de Keren Marciano : L'esthéticienne
- 2016 : Supermarket de Pierre Dugowson
- 2017 : Jusqu'à écoulement des stocks de Pierre Dugowson
- 2017 : Check-out de Zazon Castro : Rita (Canal+)
- 2018 : Boustifaille de Pierre Mazingarbe (Arte)
- 2025 : Dans la Chambre de Géraldine Martineau ( France 3 )

### Télévision
- 2007-2008 : Nos années pensions (série), saison 2 : Gaëlle
- 2010 : La Commanderie de Didier Le Pêcheur : Flora
- 2011 : La Vie secrète des jeunes de Riad Sattouf
- 2013 : Alias Caracalla, au cœur de la Résistance d'Alain Tasma
- 2013 : Guillaume le Conquérant documentaire historique de Frédéric Compain : la reine Mathilde
- 2017 : Le Temps des égarés de Virginie Sauveur : Audrey
- 2017 : Les Secrets, mini-série réalisée par Christophe Lamotte : Justine
- 2018 : Martin sexe faible de Juliette Tresanini et Paul Lapierre
- 2020 : Balthazar réalisé par Mona Achache : Gwen Azel
- 2020 : Si tu vois ma mère de Nathanaël Guedj : Élodie
- 2023 : Sambre de Jean-Xavier de Lestrade
- 2024 : Les disparues de la gare de Virginie Sauveur : Alice Martinelli

## Théâtre
- 2004 : Musée haut, musée bas[5], mise en scène Jean-Michel Ribes, Théâtre du Rond-Point
- 2008 : Penthésilée[3], mise en scène Jean Liermier, Comédie-Française : Io
- 2008 : Blanche neige, mise en scène Diane Scott, Théâtre des Quartiers d'Ivry
- 2009 : Le Canard sauvage, mise en scène Yves Beaunesne, Théâtre des Gémeaux de Sceaux et en tournée : Hedvig
- 2009 : Terre Océane, Véronique Bellegarde, Théâtre de la Ville : Gabriel
- 2010 : Roberto Zucco, mise en scène Pauline Bureau, Théâtre de la Tempête : La gamine
- 2010 : Mademoiselle Julie[10], mise en scène Géraldine Martineau, Théâtre de la Loge
- 2011 : La Nuit des rois, mise en scène Jean-Michel Rabeux, MC93 Bobigny : Maria
- 2011 : La Troade, mise en scène Valérie Dréville, Théâtre de l'Aquarium : Andromaque
- 2011 : Ouasmok ?, mise en scène Anne Contensou, Nouveau théâtre d'Angers : Léa
- 2012 : Sunderland, mise en scène Stéphane Hillel, Petit Théâtre de Paris : Jill
- 2013 : L'Otage, mise en scène Thomas Condemine, TNT : Sygne de Coufontaine
- 2013 : Isabelle et la Bête, mise en scène Véronique Bellegarde, TNB : Isabelle
- 2014 : Corps Étrangers, mise en scène Thibault Rossigneux, Théâtre de la Tempête : Molly et jeune fille de 10 ans
- 2014 : La Tragédie du Belge, mise en scène Sonia Bester, Théâtre de la Loge
- 2014 : Je ne me souviens plus très bien[26], de Gérard Watkins, Théâtre du Rond-Point : Céline Brest
- 2015 : Dormir cent ans[9], de Pauline Bureau, Théâtre Paris-Villette : Aurore
- 2015 : Sirènes[27], de Pauline Bureau, Théâtre du Rond-Point : Hélène
- 2015 : Le Poisson belge[7], mise en scène Catherine Schaub, Théâtre de la Pépinière Opéra : Petite fille
- 2017 : La Mort de Tintagiles[4] de Maurice Maeterlinck, mise en scène Géraldine Martineau, Théâtre de la Tempête
- 2018 : On a dit on fait un spectacle, spectacle musical de Sonia Bester, Cent Quatre, Philharmonie de Paris
- 2018 : Aime-moi[11], un seul en scène écrit et interprété par Géraldine Martineau, à la Nouvelle Seine puis en 2020 au Théâtre de Belleville
- 2018 : La Petite Sirène[13] écrit et mis en scène par Géraldine Martineau, d’après le conte d'Andersen à la Comédie-Française
- 2019 : Déglutis, ça ira mieux[28] d'Andréa Bescond et Eric Métayer, théâtre du Balcon festival off d'Avignon
- 2019 : Pompier(s)[29] de Jean-Benoît Patricot, mise en scène Catherine Schaub, théâtre du Rond-Point
- 2020 : Mise en scène au Paris des femmes au Théâtre de la Pépinière
- 2021 : Le bourgeois gentilhomme de Molière, mise en scène Valérie Lesort et Christian Hecq, à la Comédie-Française : Lucile.
- 2021 : Mise en scène d'opéra, La Princesse jaune de Camille Saint-Saens et Djamileh de Bizet à l’opéra de Tours
- 2021 : Hansel et Gretel[10] de Rose Martine, Comédie-Française
- 2022 : Le Crépuscule des singes de Louise Vignaud, Comédie-Française
- 2023 : La Dame de la mer[18] de Henrik Ibsen, mise en scène et adaptation de Géraldine Martineau, Comédie-Française
- 2023 : L'enfant de verre[22], écrit par Léonore Confino et Géraldine martineau, mis en scène de Alain Batis au Théâtre de l'épée de bois
- 2024 : Prima Facie[23] de Suzie Miller, mise en scène de Géraldine Martineau avec Elodie Navarre au Petit Montparnasse
- 2024 : L'extraordinaire destinée de Sarah Bernhardt[25], écrit et mis en scène par Géraldine Martineau au Théâtre du Palais Royal

## Distinctions

### Récompenses
- Prix de la meilleure comédienne décerné par l’Adami pour Aglaée au festival de Clermont-Ferrand[30] et au festival Premiers Plans d'Angers en 2011[3]
- Lutin de la meilleure actrice en 2011 pour Aglaée[31]
- Molières 2016 : Molière de la révélation féminine[8] pour Le Poisson belge
- 2020 : Prix Jean-Jacques Gautier[8] pour l'ensemble de sa jeune carrière
- Molières 2020 : Molière du spectacle Jeune Public[8] pour La Petite Sirène - Mise en scène à la Comédie-Française

### Nominations
- Molières 2020 : Molière de la comédienne dans un spectacle de théâtre public pour Pompier(s)[17]
- Molières 2020 : Molière du metteur en scène d'un spectacle de théâtre privé pour Marie des poules - gouvernante chez George Sand
- Molières 2025 : Molière du metteur en scène d'un spectacle de théâtre privé pour L’extraordinaire destinée de Sarah Bernhardt